# Walter Kaßner
Walter Kaßner (* 6. Juni 1894 in Prenzlau; † 17. November 1970 in Berlin) war SED-Politiker und Bürgermeister in Magdeburg.

## Leben
Als Sohn einer Arbeiterfamilie besuchte Kaßner zunächst die Volksschule und absolvierte ab 1908 eine Lehre als Schlosser und Dreher. 1911 trat Kaßner dem Deutschen Metallarbeiterverband und 1912 der SPD bei. Nach einer Verwundung als Soldat 1915 wurde er Dreher im Friedrich Krupp AG Grusonwerk in Magdeburg.
Seit April 1917 gehörte Kaßner der USPD an und wurde im November 1918 in den Magdeburger Arbeiter- und Soldatenrat gewählt. Kaßner engagierte sich in der Gewerkschaft und wurde stellvertretender Betriebsrat im Grusonwerk. 1920 trat er der KPD bei. Bis 1926 leitete er die KPD-Ortsgruppe Magdeburg. Von 1924 bis 1933 war er Vorsitzender der KPD-Ratsfraktion in der Magdeburger Stadtverordnetenversammlung und von 1926 bis 1929 Gauleiter des Rotfrontkämpferbundes Magdeburg-Anhalt. Politisch engagierte sich Kaßner für eine Räterepublik Sowjet-Deutschland. 1929 wurde Kaßner Kandidat des ZK der KPD. 1931, er war nun als Sekretär der KPD Magdeburg-Anhalt tätig, wurde er Mitglied des Preußischen Landtags und des Provinziallandtags der preußischen Provinz Sachsen.
Nach der „Machtergreifung“ der Nationalsozialisten im Januar 1933 nahm er an der am 7. Februar 1933 stattfindenden illegalen Tagung des Zentralkomitees der KPD im Sporthaus Ziegenhals bei Berlin teil. 1935 wurde er verhaftet und zu lebenslangem Zuchthaus verurteilt.
Im Juli 1945 kehrte er nach Magdeburg zurück und war hier von 1945 bis 1950 Bürgermeister. Ab 1951 war er als Abteilungsleiter im Ministerium des Inneren der DDR und später im Büro des Ministerpräsidenten der DDR tätig. Sechs Jahre war er Sekretär der SED-Organisation des Ministerrates. Er erhielt hohe Auszeichnungen, so am 6. Mai 1955 den Vaterländischen Verdienstorden in Silber, den Karl-Marx-Orden (1969) und anlässlich seines 70. Geburtstages den Vaterländischen Verdienstorden in Gold (1964).

## Kritische Würdigungen
Sein Wirken in der DDR-Zeit ist umstritten. Es wird ihm eine Mitverantwortung für stalinistische Verfolgungsmaßnahmen vorgeworfen. Er und Hans Hauschulz werden mit Repressalien und Verhaftungen in Verbindung gebracht. So soll der Bürgermeisterkollege Rudolf Eberhard vor eine Parteikontrollkommission (PKK) gebracht worden sein. Eberhard und Erich Koß wurden 1950 verhaftet und 1952 wegen Sabotage zu fünf Jahren Zuchthaus und Vermögensentzug verurteilt. Bezug nehmend auf die Verhaftungen schrieb Kaßner an das Politbüro der SED: „Nur durch solche Maßnahmen kann der 3. Parteitag richtig vorbereitet werden.“

## Ehrungen
Bis zum Jahr 2003 war in Magdeburg eine Straße (Walter-Kaßner-Straße) nach ihm benannt. Wegen der Vorwürfe erfolgte dann eine Umbenennung. Zuvor war bereits eine nach ihm benannte Schule in Magdeburg-Lemsdorf umbenannt worden.